# Chaumière

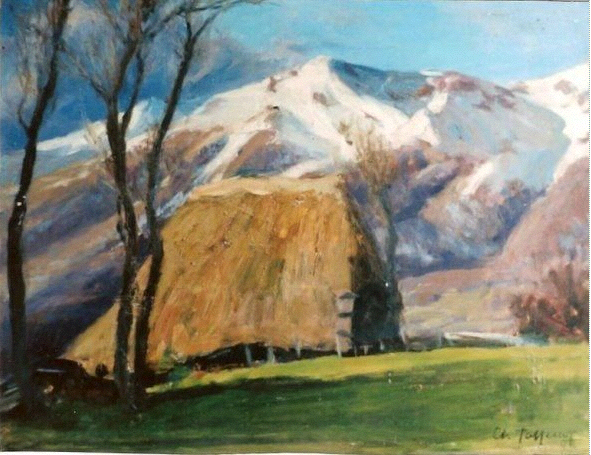
Chaumière in den Monts du Cantal (Auvergne), Gemälde von Charles Jaffeux (1902–1941)

Eine Chaumière ist ein einfaches, strohgedecktes Wohngebäude in Frankreich. Chaume bedeutet im Französischen „Stroh“. Die Gebäude sind manchmal zweistöckig, stets aber relativ schmal und nur selten vollständig unterkellert. Der Unterschied zum Cottage besteht außer in der geografischen Lage noch darin, dass eine Chaumière unbedingt ein Stroh- oder Reetdach hat.

## Normannische Chaumière

### Geschichte

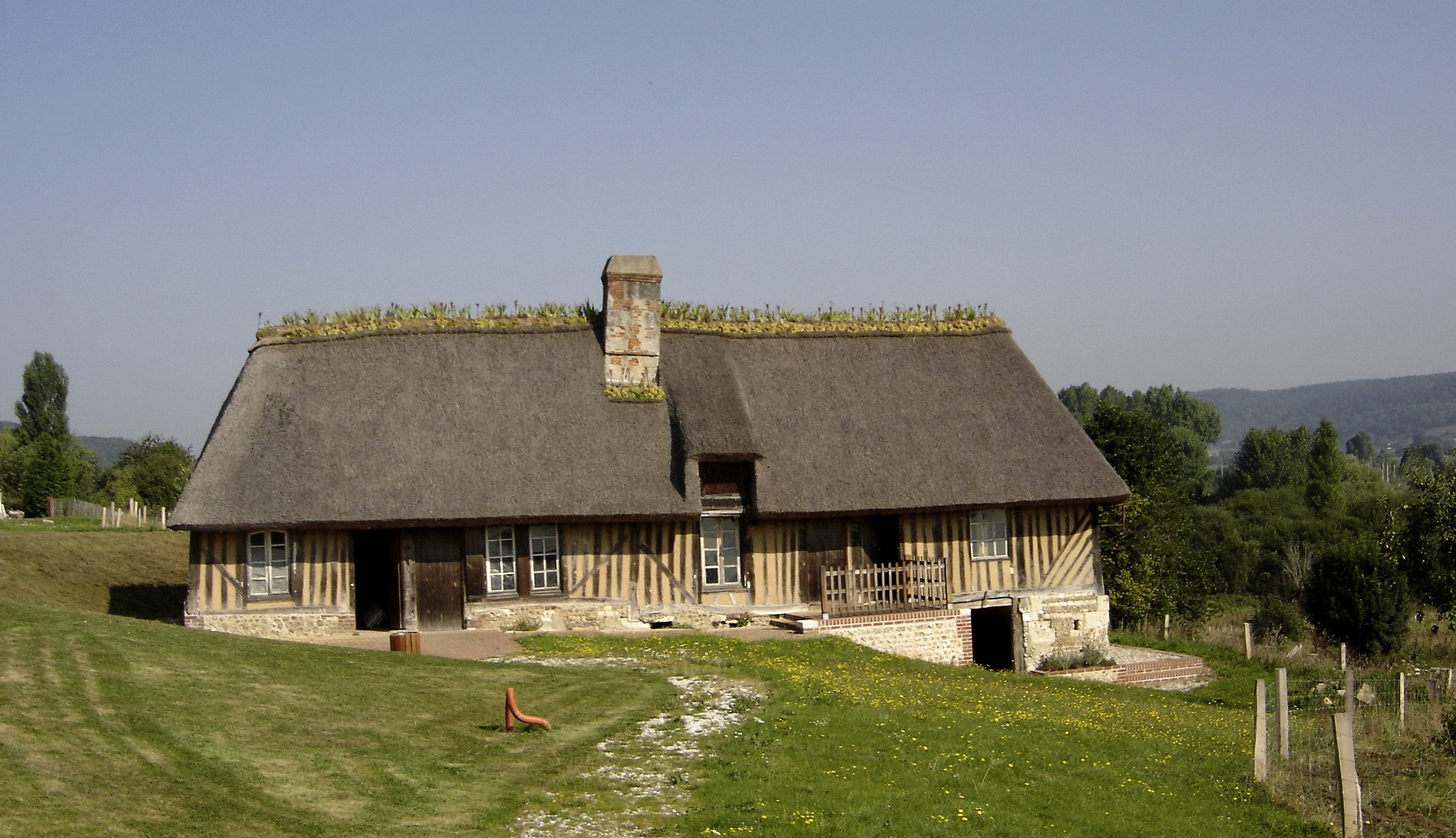
Chaumière in Saint-Sulpice-de-Grimbouville (Département Eure)

Das typische normannische Bauernhaus war seit dem Mittelalter ein einstöckiges Fachwerkhaus, mit Lehmausfachung zwischen den Holzbalken und einem Stroh- oder Reetdach, also eine Chaumière. Am weitesten verbreitet waren hierbei lang gestreckte Chaumières; Anbauten wurden nicht nach oben, sondern in der Länge durchgeführt. Im Pays de Caux wurde meist linear angebaut, im Roumois und Pays d’Auge im rechten Winkel, im Pays de Bray und im Tal der Seine sogar U-förmig. Bis ins 19. Jahrhundert wurde Roggenstroh für das Dach verwendet, dann wechselte man zu Weizenstroh. Nur im Marais-Vernier, einem Moor im Regionalen Naturpark Boucles de la Seine Normande und im Tal der Seine verwendete man Reet.
In der Zeit zwischen dem Ersten und Zweiten Weltkrieg jedoch wurden kaum noch Gebäude mit Stroh oder Reet gedeckt. Die Rinderproduktion nahm zu und der Ackerbau ging zurück. Der Transport von Schiefer und Dachziegeln wurde durch Bahnlinien erleichtert. Nach 1945 wurden die Strohdächer systematisch durch Dächer aus gewellten Dachziegeln ersetzt. Trotzdem gibt es noch einige Gemeinden, in denen Chaumières verbreitet sind.

### Besonderheiten

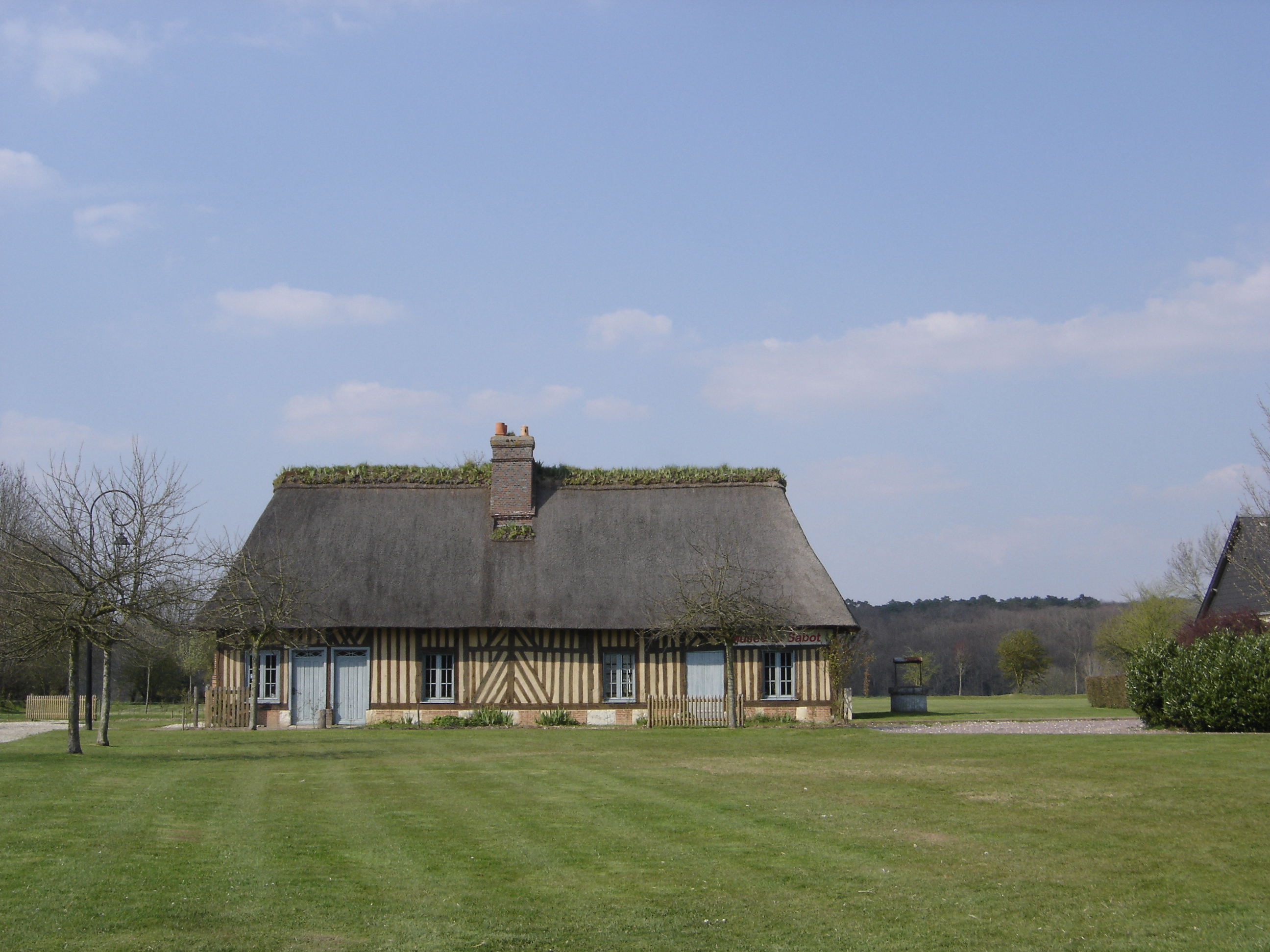
Chaumière in La Haye-de-Routot (Eure)

Zur Eindeckung wird das verwendete Stroh zu Garben von 1,20 Metern Länge gebunden. Gedeckt wird von unten nach oben, wobei je zwei Garben aneinander und an die Sparren gebunden werden. Am Dachfirst wird das Stroh umgeknickt und zur Befestigung mit einer Schicht Lehm bedeckt. Dann werden Pflanzen, besonders Schwertlilien, auf dem First gesät. Sie schützen vor dem Wind und schützen das Stroh vor Austrocknung. Stroh- oder reetgedeckte Häuser gibt es zwar auch in anderen Teilen Frankreichs, dort fehlt aber der typische Pflanzenbewuchs auf dem Dachfirst.
Reetdächer werden in ähnlicher Weise gedeckt. Da das Reet aber rutschiger ist, muss es noch verflochten und besser an den Sparren befestigt werden.
Die Dacheindeckung hat eine Stärke von 30 Zentimetern. Sie ist wasserdicht und wärmedämmend. Da das Deckmaterial recht leicht ist, ermöglicht es einen starken Neigungswinkel und somit einen höheren Dachboden.

## Sprichwörter
Die Chaumière wird in verschiedenen Sprichwörtern als Synonym für Armut und Bescheidenheit verwendet.

« Chez le riche comme chez le pauvre, dans le château comme dans la chaumière, on reconnaît le principe ami comme le principe ennemi. »

„Bei den Reichen wie bei den Armen, im Schloss wie in der Chaumière, kennt man das Prinzip der Freundschaft und das Prinzip der Feindschaft.“

« Ce que coûtent une chaumière et un cœur. »

„Was zählt [ist] eine Chaumière und ein Herz.“

« ceux qui racontent qu’on a des femmes avec de l’argent ne connaissent pas l’amour. Une chaumière et un cœur : j’en suis ! »

„Jene kennen die Liebe nicht, die sagen, dass man Frauen mit Geld bekommt. Eine Chaumière und ein Herz: ich habe es!“